# Libanesischer Maronitischer Orden

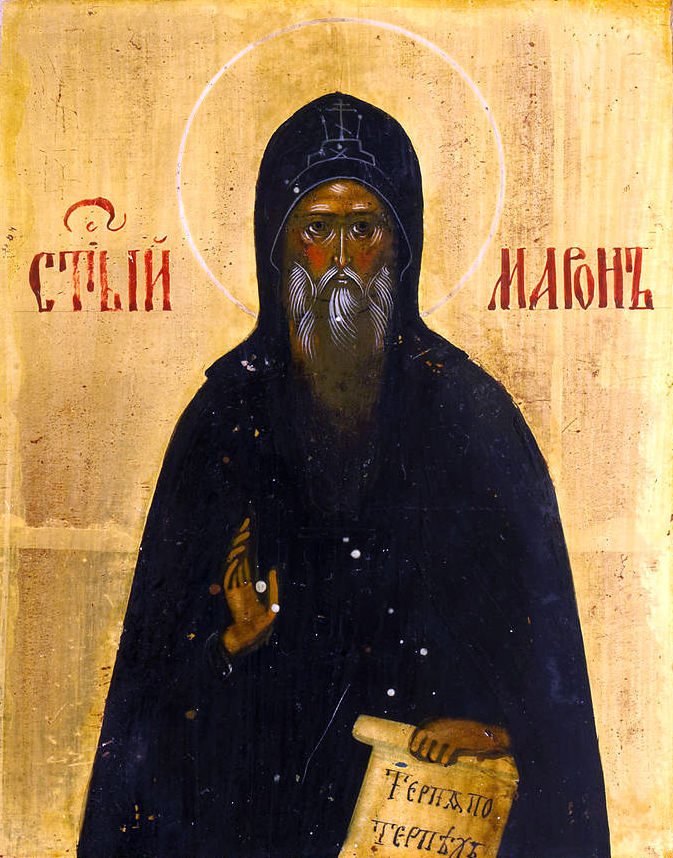
Maron von Beit

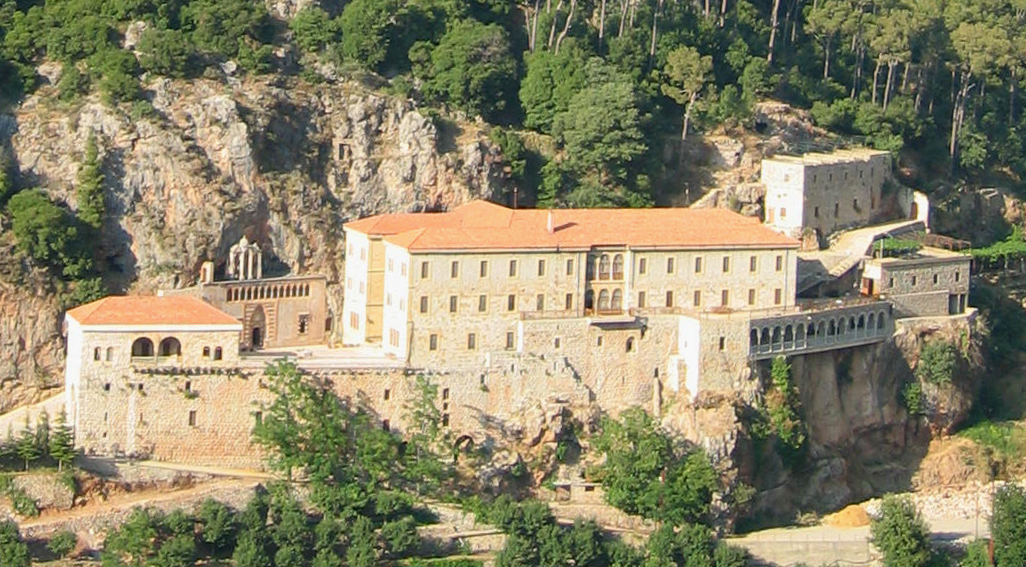
Antoniuskloster Qozhaya im Jahre 2003

Der Libanesische Maronitische Orden (lat.: Ordo Libanensis Maronitarum, bekannt auch als Baladiten oder Valaditen, Ordenskürzel: OLM) ist ein Mönchsorden der Maronitischen Kirche. Der Name „Baladiten“ leitet sich aus dem Arabischen "baladiyah" ab (Arabisch: الرهبنة البلدية) und bedeutet so viel wie Landmönche.

## Geschichte
Der Orden wurde im Jahre 1694 von den drei maronitischen Männern Gabriel (Jibrayel) Hawwa, Abdallah Qaraali und Joseph (Yusuf) al-Bite, die aus Aleppo stammten, im Kloster Mart Mura, Ehden, im Libanon ins Leben gerufen. Die kleine Ordensgemeinschaft stand unter der Schirmherrschaft des Patriarchen Estephane Douaihi (1670–1704), der am 1. August 1695 seine bischöfliche Approbation erteilte. Sie lebten und wirkten nun nach den Regeln des hl. Antonius dem Großen. Bereits 1696 bezog die junge Kongregation das Kloster von Saint Elisha Bcharre. 1772 erfolgte die päpstliche Approbation durch Papst  Klemens XIV.
Im 18. Jahrhundert verbreitete sich die Kongregation über den ganzen Libanon, sie gründete mehrere Klöster, zu dem heute bekanntesten Kloster zählt das Antoniuskloster Quzhaya. Aber auch über die Grenzen des Libanon errichteten die Mönche auf Zypern, in Rom, Sidon und Tripoli Missionsstationen.
Nach den Gründungsjahren und der großen Entwicklung widmete sich die Ordensgemeinschaft im 19. Jahrhundert der inneren Organisation. Sie schufen Bildungseinrichtungen für den Orden und förderten die Ordensmitglieder durch geistige und liturgische Ausbildung. Sie vernachlässigten jedoch nicht ihre spirituellen und asketischen Übungen und brachten in den Folgejahren hervorragende Persönlichkeiten hervor. Zu den, aus den Reihen der Orden, Selig- und Heiliggesprochenen gehören Scharbel Machluf, Rebekka Ar Rayès und Nimatullah al-Hardini. Das Theologische Institut des Maronitischen Ordens wurde 1961 zur Heilig-Geist-Universität Kaslik ernannt.
Nach den jeweils beendeten Weltkriegen war die seelsorgerische Betreuung und die leibliche Unterstützung der Bedürftigen eine vorrangige Aufgabe. Die sich um 1950 entwickelte Auswanderung vieler libanesischer Christen hatte zur Folge, dass die Mönche ihnen folgten. Sie gründeten Einrichtungen und Konvente im Senegal, in Argentinien, Brasilien, der Elfenbeinküste, in Mali, Mexiko, Australien, Kanada, England, Frankreich, Venezuela und letztlich in Belgien.

## Ordensteilungen
Aus dem Hauptstamm des Libanesischen Maronitischen Ordens bildeten sich 1770, mit Zustimmung Klemens XIV., später die Kongregationen „Mariamitischer Maroniten-Orden“, „Maronitische Antonianer“ und die „Kongregation der libanesisch-maronitischen Missionare“.

## Selbstverständnis
In ihrer Konstitution haben die maronitischen Ordensangehörigen festgelegt, dass sie im Geist der syrischen maronitischen Kirche von Antiochien in monastischer Tradition ihren Auftrag erfüllen wollen. Ihr Auftrag beruht auf dem Gemeinschaftsleben, das Leben des Gebets, der Stille und der asketischen Praktiken. Darüber hinaus ist der Auftrag auch an der apostolischen Arbeit beteiligt, wobei das Kloster als Bezugspunkt, im Einklang mit der Geschichte und der Bedürfnissen der Kirche, betrachtet wird. (Auszug aus: Konstitution Artikel 1,3)

## Patronatsfest
Am 17. Januar wird im Antoniuskloster von Qozhaya das Fest des Antonius in besonderem Maße gefeiert. Viele Pilger kommen zum Antoniusfest und besuchen die Heilige Messe. Alle Teilnehmer werden durch die Mönche gespeist. Zu den Pilgern kommen auch viele Mönche aus den Klöstern der Baladiten, denn Antonius der Große (Antonius el Kabir) ist ebenfalls der Schutzpatron des Ordens. Am Festtag erneuern viele Ordensangehörige ihr Ordensgelübde.

## Organisation
Der Maronitische Orden verfügt nach eigenen Angaben über 225 männliche und 225 weibliche Ordensmitglieder, die in insgesamt 80 Klöstern und Institutionen tätig sind.
Das Generalhaus hat seinen Sitz in Ghazir. Seit 2011 ist Tannous Nehme Generalsuperior des Ordens. Zurzeit werden durch die Baladiten zwei Bischöfe für die Maronitisch-syrische Kirche gestellt, dieses sind Bischof Georges Abi-Saber OLM (emeritierter Bischof von Montréal) und Bischof Georges M. Saad Abi Younes OLM (Bischof von Mexiko).